# Benoît Battistelli
Pour les articles homonymes, voir Battistelli.
Benoît Battistelli né le 12 juillet 1950 à Paris est un haut fonctionnaire français.
Il est président de l'Office européen des brevets (OEB) de 2010 à 2018 et adjoint au maire de Saint-Germain-en-Laye depuis octobre 2017.

## Biographie
Benoît Battistelli est diplômé de l'Institut d'études politiques et ancien élève de l'école nationale d'administration (promotion Pierre-Mendès-France, 1976-1978).
Il est directeur général  l'Institut national de la propriété industrielle (INPI) de 2004 à 2010.
En 2010, grâce à l'appui de Nicolas Sarkozy, il devient président de l'Office européen des brevets. Il garde cependant son poste de maire adjoint à la culture de Saint-Germain-en-Laye, poste qu'il occupe de 2008 à 2014. En 2014, il est réélu au conseil municipal. Il reprend le poste de maire adjoint à la culture en octobre 2017 tout en occupant encore le poste président de l'office européen des brevets.
Son successeur António Campinos, ancien Président de l'Institut Portugais de la Propriété Industrielle (INPI) est nommé en octobre 2017 pour une durée de 5 ans à compter du 1er juillet 2018.  
Le syndicat du personnel salue son élection et exprime l'espoir d'un changement dans les relations entre la direction et le personnel de l'office et appelle à un dialogue renouvelé sur les conditions de travail et le bien-être du personnel.

## Problème de management
Le syndicat du personnel (Staff Union of the European Patent Office, SUEPO) l'accuse de discrimination syndicale notamment le limogeage de deux délégués syndicaux dénonçant le climat de peur et de tension dans lequel travaille le personnel avec une plainte contre ce qu'il prétend être " des violations des droits fondamentaux et un mépris apparemment systématique de l'État de droit " et " une gestion par la peur, l'isolement et la punition " . L'affaire va à la cour d'appel de la Haye. Cependant, Benoît Battistelli  dispose d'une immunité judiciaire du fait du statut d'organisation internationale de l'office. La France, l’Allemagne et la Grande-Bretagne se disent préoccupées des procédures disciplinaires  à l'encontre de plusieurs membres du personnel et demandent la suspension de toute procédure le temps qu’un audit social indépendant soit réalisé.
Le 9 mars 2018, une lettre signée par 924 examinatrices et examinateurs brevets dénonce des contraintes qui ne sont plus compatibles avec l'accomplissement de leurs tâches au sein des divisions de recherche et d'examen et accuse la direction de vouloir augmenter la rapidité d'exécution et le nombre de « produits » au détriment de la qualité des brevets,,. Afin d'éviter des représailles, les noms des signataires ne se trouvent pas dans la lettre, mais sont déposés chez un notaire à Rijswisk. Cette pétition  est une réponse à la gestion sous la direction de Benoit Battistelli, qui s'était vanté d'avoir réussi à augmenter le nombre de brevets accordés en 2017.